# Station Boigneville
Station Boigneville is een spoorwegstation aan de spoorlijn Villeneuve-Saint-Georges - Montargis. Het ligt in de Franse gemeente Boigneville in het departement Essonne (Île-de-France).

## Geschiedenis
Het station is op 6 mei 1867 geopend bij de opening van de sectie Maisse - Malesherbes.

## Ligging
Het station ligt op kilometerpunt 70,300 van de spoorlijn Villeneuve-Saint-Georges - Montargis.

## Diensten
Het station wordt aangedaan door treinen van de RER D tussen Châtelet - Les Halles en Malesherbes.

## Vorig en volgend station
| Richting                 | Vorig station     | Lijn  | Volgend station | Richting       |
| ------------------------ | ----------------- | ----- | --------------- | -------------- |
| Châtelet - Les Halles D8 | Buno - Gironville | RER D | Malesherbes     | Malesherbes D4 |